# Хождение за три моря (фильм)
«Хождение за три моря» (другие названия «Афанасий Никитин», «Странник», хинди Pardesi, англ. Journey Beyond Three Seas) — исторический художественный фильм 1957 года, первая совместная постановка советских и индийских кинематографистов (киностудии «Мосфильм» и «Найя Сансар») о путешествии тверского купца Афанасия Никитина по мотивам его одноимённых путевых записок.

## Сюжет
XV век. Тверской купец Афанасий Никитин (Олег Стриженов) отправляется в опасное морское путешествие в Индию. В итоге ему удаётся проложить торговый путь из Европы и узнать эту далёкую и загадочную страну.

## В ролях
- Олег Стриженов — Афанасий Никитин
- Балрадж Сахни — Сакарам
- Наргис — Чампа
- Ия Арепина — Дуняша
- Владислав Баландин — тверской купец
- Виталий Беляков — Михайло Замков
- Иван Жеваго — купец Каменев
- Падмини — придворная танцовщица Лакшми
- Притхвирадж Капур — великий визирь Махмуд Гаван
- Пайди Джайрадж[англ.] — посол Ширвана Хасан-бек
- Дэвид[англ.] — наместник Асад-хан
- Манмохан Кришна — отец Чампы
- Ачала Сачдев — мать Чампы
- Степан Каюков — тверской купец
- Никифор Колофидин — посол Ивана III ко двору ширваншаха Василий Папин
- Варвара Обухова — мать Афанасия Никитина
- Борис Терентьев — отец Афанасия Никитина
- Леонид Топчиев — великий князь Московский Иван III
- Всеволод Тягушев — тверской купец
- Всеволод Якут — Мигель
- Лев Лобов — купец (в титрах не указан)
- Михаил Трояновский — эпизод
- Аннабхау Сатэ — эпизод
- Владимир Кенигсон — озвучивание

## Съёмочная группа
- Авторы сценария: Ходжа Аббас, Мария Смирнова
- Режиссёры: Василий Пронин, Ходжа Аббас
- Операторы: Владимир Николаев, Евгений Андриканис, Рамчандра Сингх
- Художники-постановщики: Михаил Богданов, Геннадий Мясников, М. Ачхрекар
- Композиторы: Борис Чайковский, Амиль Бисвас
- Звукорежиссёры: Валерий Попов, Б. Бхаруча
- Монтаж: Всеволод Массино
- Песни за кадром исполняют: Лата Мангешкар, Мина Капур, хор

## Награды и номинации
- 1958 — участие в конкурсной программе Каннского кинофестиваля 1958 года[1]
- 1958 — Filmfare Awards за лучшую работу художника (М. Ачхрекар)[2]